# Steliana Nistor
Steliana Nistor (Sibiu, Rumania, 15 de septiembre de 1989) es una gimnasta artística rumana, dos veces subcampeona del mundo en 2007 en las pruebas de la viga de equilibrio y la general individual.

## Carrera deportiva
En el Mundial de Stuttgart 2007 gana tres medallas: plata en la viga de equilibrio —tras la estadounidense Nastia Liukin y empatada con la plata con la china Li Shanshan—, también plata en la general individual —tras la estadounidense Shawn Johnson y por delante de las brasileña Jade Barbosa e italiana Vanessa Ferrari, ambas con el bronce—, y bronce en la competición por equipos; Rumania quedó tras Estados Unidos y China, siendo sus compañeras de equipo: Sandra Izbașa, Catalina Ponor, Daniela Druncea, Cerasela Patrascu y Andreea Grigore.
En los JJ. OO. de Pekín 2008 consigue el bronce por equipos; Rumania queda tras China y Estados Unidos, siendo sus compañeras: Andreea Acatrinei, Gabriela Drăgoi, Andreea Grigore, Sandra Izbaşa y Anamaria Tămârjan.